# Astreo

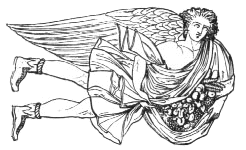
Astreo. Ilustración para la obra de Wilhelm Vollmer y Johannes Minckwitz Wörterbuch der Mythologie aller Völker (Diccionario de las mitologías de todos los pueblos). 1874.

En la mitología griega Astreo (en griego antiguo Ἀστραῖος, Astraíos; que sugiere «estrellado») era una deidad asociada de forma natural con la astrología.  En la Teogonía de Hesíodo y en la Biblioteca mitológica de Apolodoro, Astreo es un titán de segunda generación, hijo de Crío y de Euribia, y por lo tanto hermano de Perses y Palante.  Una fuente tardía dice que Astreo peleó en la Titanomaquia en el bando de los titanes.  Sin embargo Higino, que confunde a varios personajes preolímpicos, escribió que descendía directamente de Tártaro y la Tierra, haciéndolo parte de la raza de los gigantes y no de los titanes.
La conveniente esposa de Astreo en todas las fuentes es Eos, la diosa y personificación de la aurora. Al menos en la Teogonía se nos dice que de esta unión nacieron los vientos Céfiro, Bóreas y Noto, y después de ellos Heósforo, los «brillantes astros» y «todo cuanto corona el cielo». Autores tardíos añaden a la lista de los vientos cardinales a Euro, de quien no suele indicarse su filiación. De la misma manera fueron los autores latinos quienes individualizaron a las «estrellas errantes» añadiendo (aparte del ya citado Heósforo), a Piroente, Estilbón, Fenonte y Faetonte; estos nombres hacen alusión al brillo de las mismas.
Fuera de la tradición hesiódica dos fuentes añaden otra hija de Astreo y Eos, llamada Astrea, pero siempre en relación con la constelación de la Virgen. Los mismos autores dan además una genealogía alternativa de la misma Astrea, haciéndola hija natural de Zeus y Temis.  Las versiones tardías vinculaban a Astreo, como padre de los vientos, con Eolo, el rey de los vientos que los comandaba a placer.